# يفغيني نازاروف
يفغيني نازاروف (بالروسية: Назаров, Евгений Николаевич)‏ (7 أبريل 1997 في روسيا - ) هو لاعب كرة قدم روسي في مركز الدفاع.

## وصلات خارجية
- يفغيني نازاروف على موقع قاعدة بيانات كرة القدم.إي يو (الإنجليزية)
- يفغيني نازاروف على موقع Soccerway.com (الإنجليزية)